# Eulophus slovacus
Eulophus slovacus är en stekelart som beskrevs av Boucek 1959. Eulophus slovacus ingår i släktet Eulophus och familjen finglanssteklar.
Artens utbredningsområde är:
- Slovakien.
- Italien.
- Moldavien.
- Ukraina.
- Kroatien.

Inga underarter finns listade i Catalogue of Life.